# Romance (álbum de Fontaines D.C.)
Romance é o quarto álbum de estúdio da banda de rock irlandesa Fontaines DC. Anunciado em 17 de abril de 2024, juntamente com o single principal, "Starburster", o álbum foi lançado em 23 de agosto de 2024. Também conta com os singles "Favourite", "Here's the Thing", "In the Modern World" e "Bug". É o primeiro lançamento da banda pela XL Recordings, depois que a banda deixou a Partisan Records, e foi produzido por James Ford.
O álbum foi aclamado pela crítica. No Reino Unido, o álbum vendeu mais que o dobro do total da primeira semana de seu antecessor, Skinty Fia. Estreou em segundo lugar na parada de álbuns do Reino Unido, atrás de Short n' Sweet, de Sabrina Carpenter.  Romance recebeu duas indicações ao 67º Grammy Awards: Melhor Álbum de Rock e Melhor Performance de Música Alternativa (por "Starburster"). 

## Lista de faixas
| Faixas de Romance |                             |         |  |
| N.º               | Título                      | Duração |  |
| 1.                | "Romance"                   | 2:33    |  |
| 2.                | "Starburster"               | 3:41    |  |
| 3.                | "Here's the Thing"          | 2:43    |  |
| 4.                | "Desire"                    | 3:39    |  |
| 5.                | "In the Modern World"       | 4:26    |  |
| 6.                | "Bug"                       | 3:02    |  |
| 7.                | "Motorcycle Boy"            | 3:42    |  |
| 8.                | "Sundowner"                 | 3:25    |  |
| 9.                | "Horseness Is the Whatness" | 3:07    |  |
| 10.               | "Death Kink"                | 2:23    |  |
| 11.               | "Favourite"                 | 4:16    |  |
| Duração total:    | Duração total:              | 36:57   |  |

| Faixas bônus da versão deluxe |                                                         |         |  |
| N.º                           | Título                                                  | Duração |  |
| 12.                           | "It's Amazing to Be Young"                              | 3:30    |  |
| 13.                           | "Before You I Just Forget"                              | 3:56    |  |
| 14.                           | "Starburster" / "In Heaven (Lady in the Radiator Song)" | 4:26    |  |
| Duração total:                | Duração total:                                          | 48:49   |  |

## Pessoal
Fontaines D.C.
- Grian Chatten – letra, vocais principais (1–7, 9–11), piano, guitarra (5, 7, 10, 11)
- Conor Curley – guitarra, baixo (1, 2), vocais principais e letra (8), backing vocals (1, 4, 6)
- Carlos O'Connell – guitarra, Mellotron (1, 2, 5, 8, 9), backing vocals (4, 7, 11), Yamaha Reface (1, 2, 4, 5, 8, 9, 10), letra (9)
- Conor Deegan III – baixo, backing vocals (1–8, 10–11), co-vocais principais (5)
- Tom Coll – bateria, percussão, guitarra (9)

Créditos adicionais
- James Ford – produção, mixagem, guitarra fuzz (1)
- Freddy Woodsworth – arranjo de teclado (2)
- Anthony Cazade – engenheiro
- Animesh Raval – engenheiro de gravação de cordas (2, 4, 5, 9)
- Samuel Borst – assistente de engenheiro
- Carlos O'Connell – direção de arte
- Texas Maragh – direção de arte
- Lulu Lin – imagens de capa [4]